# Klaus Bargsten
Klaus Bargsten (Bad Oldesloe, 1911. október 31. – Bréma, 2000. augusztus 13.) német tengerésztiszt, tengeralattjáró-kapitány.

## Pályafutása
Fiatalon a Hapag-Lloyd vállalatnál állt alkalmazásban. Ugyanebben az időben csatlakozott a Nemzetiszocialista Német Munkáspárthoz (NSDAP), de családja tiltakozása miatt kilépett. 1935-ben került a tengerészeti akadémiára. A második világháborúban az U-563-és az U-521 tengeralattjáró parancsnoka volt. 1943. június 2-án egy amerikai hadihajó, a USS PC-565 elsüllyesztette hajóját, egyedüli túlélőként amerikai hadifogságba került. A háború után Brémában élt. 1975-ben az amerikai meghívást elfogadva találkozott a USS PC-565 legénységének még élő tagjaival, akikkel időközben barátságot kötött.

## Összegzés
| Hajója | Parancsnoki szolgálata                | Őrjáratok száma | Őrjáratok hossza (nap) | Eltalált hajók száma | Eltalált hajók vízkiszorítása (brt) |
| ------ | ------------------------------------- | --------------- | ---------------------- | -------------------- | ----------------------------------- |
| U–563  | 1941. március 27. – 1942. március 15. | 4               | 90                     | 1                    | 1870                                |
| U–521  | 1942. június 3. – 1943. június 2.     | 3               | 172                    | 4                    | 20 301                              |
|        | Összesen                              | 7               | 262                    | 5                    | 22 171                              |

## Elsüllyesztett hajók
| Búvárhajó | Nap               | Hajó          | Nemzetisége        | Vízkiszorítása (brt |
| --------- | ----------------- | ------------- | ------------------ | ------------------- |
| U–563     | 1941. október 24. | HMS Cossack*  | Egyesült Királyság | 1870                |
| U–563     | 1942. november 2. | Hartington    | Egyesült Királyság | 5496                |
| U–563     | 1942. november 3. | Hahira        | Egyesült Államok   | 6855                |
| U–563     | 1943. február 8.  | HMS Bredon*   | Egyesült Királyság | 750                 |
| U–563     | 1943. március 18. | Molly Pitcher | Egyesült Államok   | 7200                |

* Hadihajó

## Bibliográfia
- Der U-Boot-Krieg 1939–1945 — Die Ritterkreuzträger der U-Boot-Waffe von September 1939 bis Mai 1945 (német nyelven). Hamburg, Berlin, Bonn Németország: Verlag E.S. Mittler & Sohn (2003). ISBN 978-3-8132-0515-2
- Fellgiebel, Walther-Peer. Die Träger des Ritterkreuzes des Eisernen Kreuzes 1939–1945 – Die Inhaber der höchsten Auszeichnung des Zweiten Weltkrieges aller Wehrmachtteile (német nyelven). Friedberg, Németország: Podzun-Pallas (2000). ISBN 978-3-7909-0284-6
- Gentile, Gary. Track of the Gray Wolf. Avon Books (1989). ISBN 0-380-75685-4
- Die Ritterkreuzträger des Eisernen Kreuzes der preußischen Provinz Schleswig-Holstein und der Freien und Hansestadt Lübeck 1939–1945 (német nyelven). Zweibrücken, Németország: VDM Heinz Nickel (2003). ISBN 978-3-925480-79-9
- Kurowski, Franz. Knight's Cross Holders of the U-Boat Service. Atglen, PA: Schiffer Publishing (1995). ISBN 978-0-88740-748-2
- Range, Clemens. Die Ritterkreuzträger der Kriegsmarine. Stuttgart, Németország: Motorbuch Verlag (1974). ISBN 978-3-87943-355-1
- Scherzer, Veit. Die Ritterkreuzträger 1939–1945 Die Inhaber des Ritterkreuzes des Eisernen Kreuzes 1939 von Heer, Luftwaffe, Kriegsmarine, Waffen-SS, Volkssturm sowie mit Deutschland verbündeter Streitkräfte nach den Unterlagen des Bundesarchives (német nyelven). Jéna, Németország: Scherzers Miltaer-Verlag (2007). ISBN 978-3-938845-17-2